# 26234 Leslibrinson
26234 Leslibrinson è un asteroide della fascia principale. Scoperto nel 1998, presenta un'orbita caratterizzata da un semiasse maggiore pari a 2,4175718 UA e da un'eccentricità di 0,0840014, inclinata di 5,58241° rispetto all'eclittica.